# 孙荪荃
孙荪荃（1903年—1965年），原名祥偈，女，安徽桐城人，中国诗人、政治人物，九三学社社员、中国民主同盟盟员，曾任曾任北平女一中校长。谭平山夫人